# ضوء النهار الواضح (رواية)
ضوء النهار الواضح (بالإنجليزية: Clear Light of Day)‏ هي رواية للكاتبة الهندية أنيتا ديساي، نشرت عام 1980، عن دار نشر هاينيمان.